# Kurayoshi
Kurayoshi (倉吉市, Kurayoshi-shi) és una ciutat de la prefectura de Tottori, al Japó.
L'1 de novembre de 2010, la ciutat tenia una població estimada de 50.360 habitants i una densitat de població de 185 habitants per km², convertint-la en la tercera ciutat més gran de Tottori. L'àrea total és de 272,15 km².

## Geografia
Kurayoshi està situada a la plana de Kurayoshi. La plana dona suport a l'agricultura de la regió, i és famosa per l'arròs i les peres.

## Història
L'antic govern provincial de la província de Hoki estava situada en l'àrea de l'actual Kurayoshi, i en temps medievals hi havia un castell a Uchikoshiyama (un turó). Actualment, es poden veure les restes del govern provincial i dos monestirs.
Kurayoshi fou fundada oficialment l'1 d'octubre de 1953, tot i que l'assentament històric precedeix a aquesta fundació i la distribució urbana reflecteix el plantejament urbanístic del període Edo.
El 22 de març de 2005, el poble de Sekigane (del districte de Tōhaku) va unir-se a la ciutat de Kurayoshi.

## Agermanament
- Matsudo, Chiba, Japó, des del 2004
- Naju, Corea del Sud